# Pholcus manueli
Espèce
Synonymes
- Pholcus affinis Schenkel, 1953

Pholcus manueli est une espèce d'araignées aranéomorphes de la famille des Pholcidae.

## Répartition
Cette espèce se rencontre en Russie en Sibérie, au Kazakhstan, au Turkménistan, en Chine, en Corée du Sud, au Japon.
Elle a été introduite aux États-Unis.

## Description
Le mâle holotype mesure 4,5 mm et la femelle paratype 4,5 mm

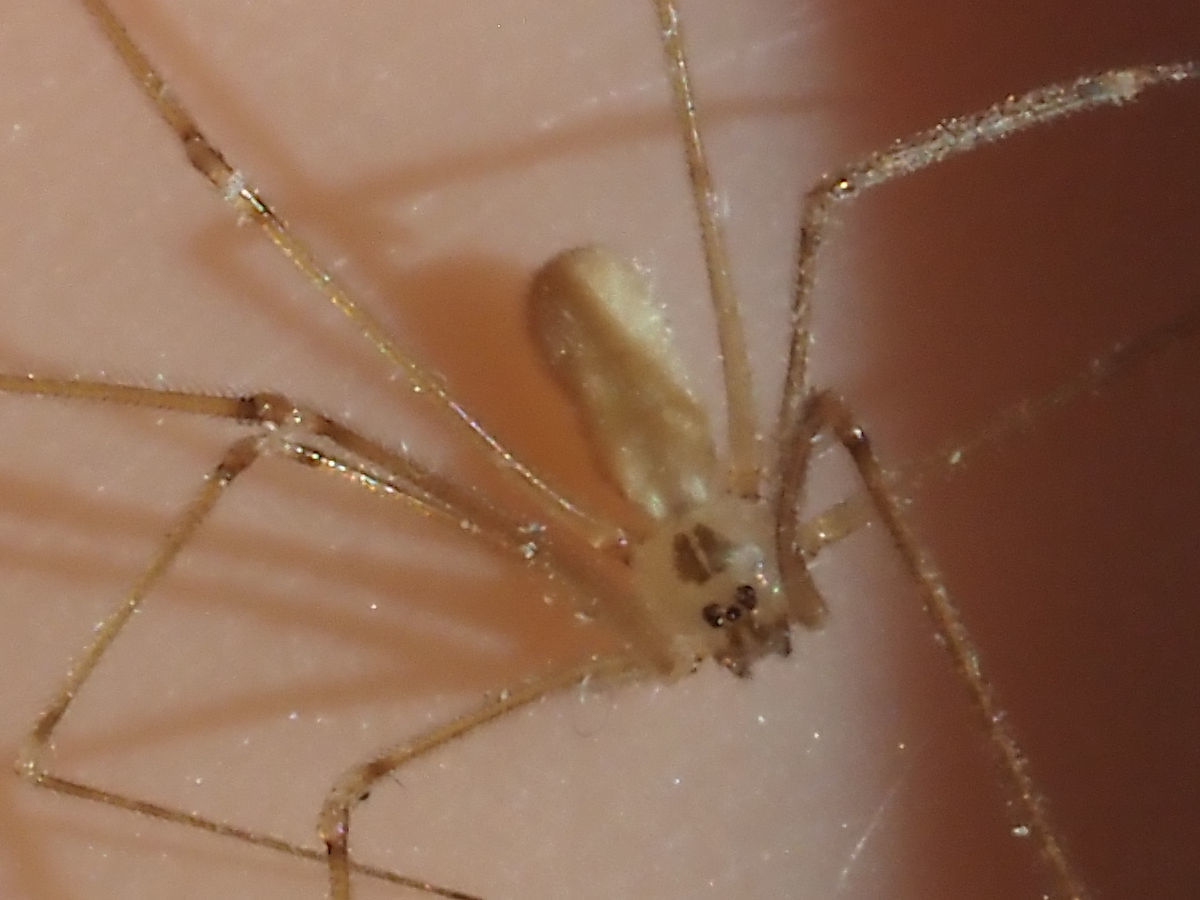
Pholcus manueli

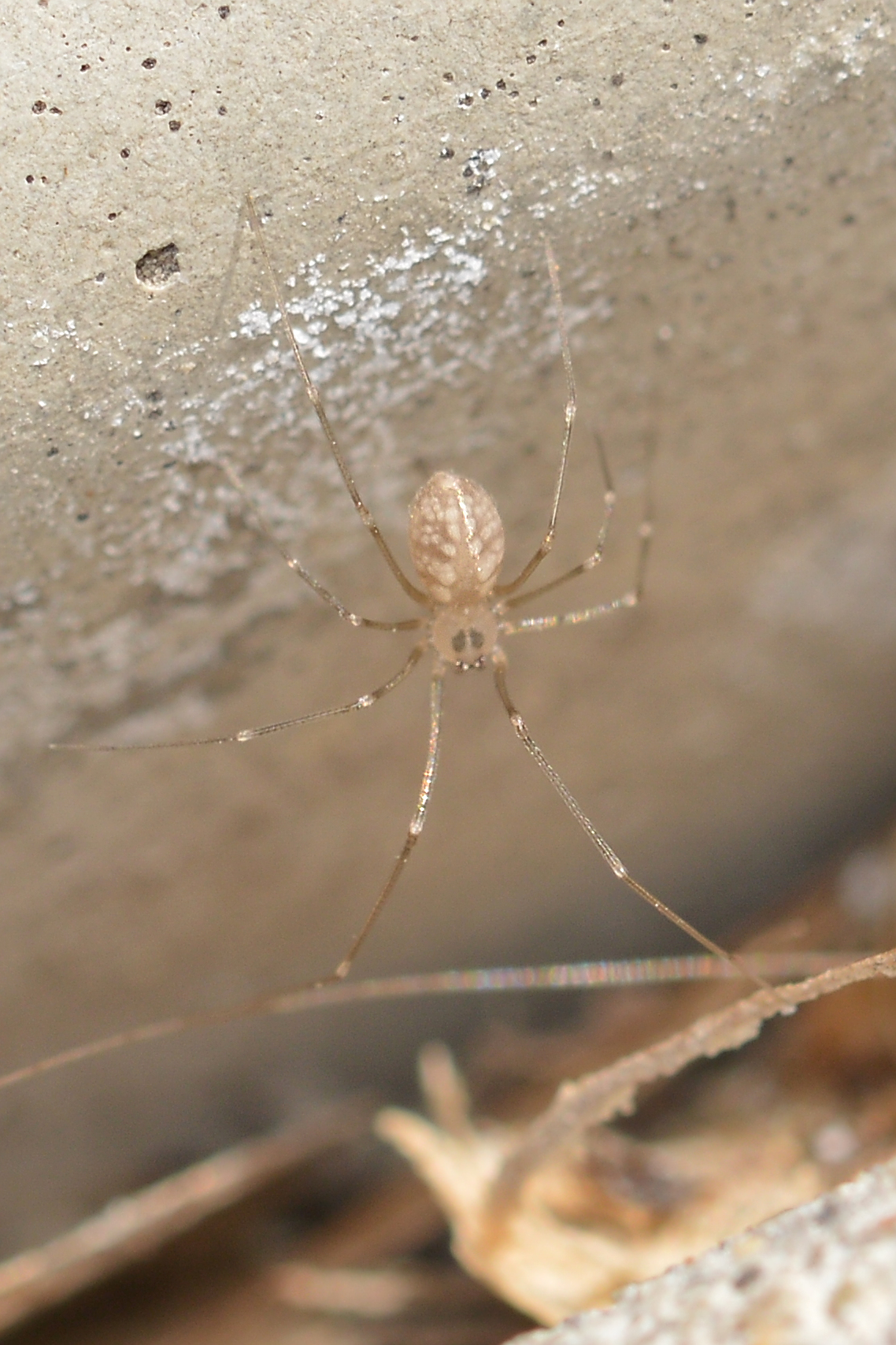
Pholcus manueli

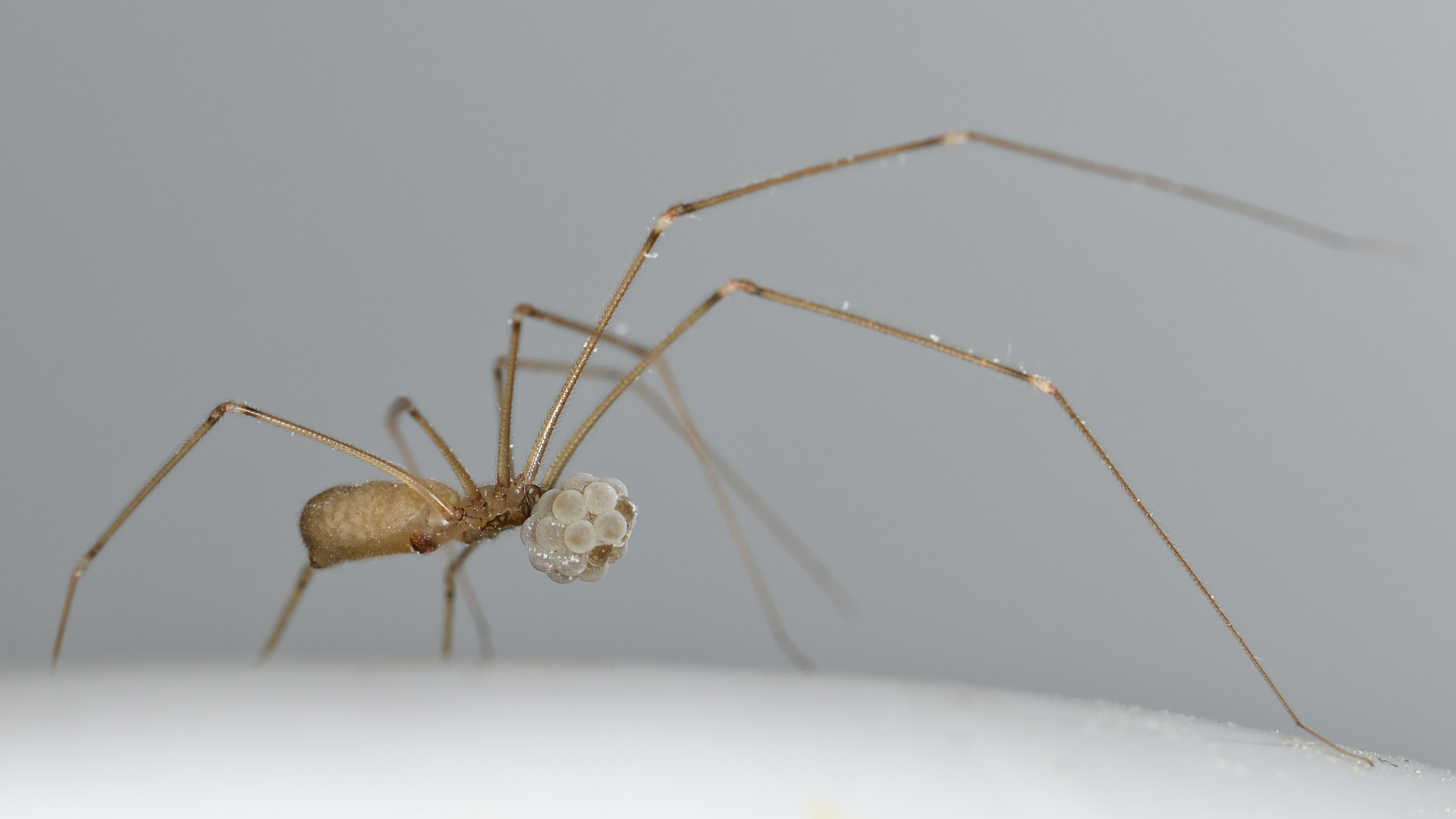
Pholcus manueli

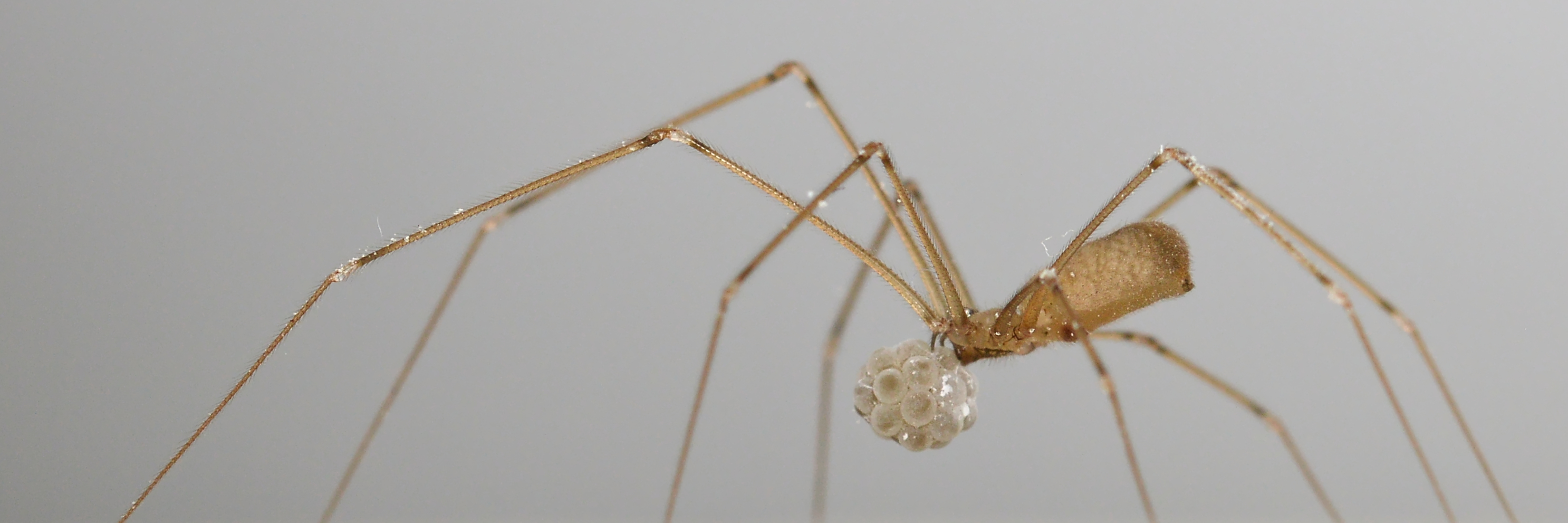
Pholcus manueli

Le mâle décrit par Huber en 2011 mesure 4,1 mm.

## Reproduction
La femelle pond ses oeufs dans quelque brin de soie et les porte dans sa mâchoire jusqu'à ce que les oeufs éclosent.

## Systématique et taxinomie
Cette espèce a été décrite par Gertsch en 1937. Elle est placée en synonymie avec Pholcus opilionoides par Kaston en 1977. Elle est relevée de synonymie par Senglet en 2001.
Pholcus affinis a été placée en synonymie par Senglet en 2001.

## Étymologie
Cette espèce est nommée en l'honneur de Manuel Dos Passos.

## Publication originale
- Gertsch, 1937 : « New American spiders. » American Museum novitates, no 936, p. 1-7 (texte intégral).